# Лалаев, Садык Салех оглы
Садык Салех оглы Лалаев (азерб. Sadıq Saleh oğlu Lalayev; род. 23 ноября 1996 года, Нижний Новгород, Россия) — российский борец классического стиля и художник-энтузиаст, чемпион России, бронзовый призёр чемпионатов мира и Европы, призёр чемпионатов России. Мастер спорта международного класса.

## Биография
Родился Садык в Нижнем Новгороде, Россия. По национальности — азербайджанец. В 12 лет пришёл в секцию греко-римской борьбы, где его первым наставником был Владимир Крюков. Он является воспитанником спортивной школы «Сормово им. Ю.П. Круглов», позже Лалаев начал заниматься под руководством Анатолия Константинова.

## Спортивная карьера
Первые результаты пришли для Лалаева на первенстве России среди юниоров в 2015 году, где он стал третьим в весовой категории до 55 кг, после он выиграл международный турнир памяти Митхата Байрака и Исмета Атлы в Турции. В 2018 стал финалистом чемпионата России до 23 лет В 2019 году выиграл бронзовую медаль чемпионата России, в весовой категории до 60 кг и заработал право представлять сборную России на чемпионате Европы до 23 лет в Сербии в котором он так же выиграл бронзовую медаль победив в "мало финале" грузинского спортсмена Ираклий Дзимистаришвили. В марте 2019 года на чемпионате России до 23 лет стал финалистом. В июле 2019 года стал бронзовым медалистом международного турнира Олега Караваева в Минске. В 2020 году стал бронзовым призёром Кубка России. В 2021 году стал третьим на мемориале Нестеренко в Новосибирске. В 2022 году снова стал бронзовым медалистом кубка России. На чемпионат России 2023 финишировал третьим. В конце октября 2023 Садык выиграл кубок России в Уфе. В январе 2024 года выиграл международный рейтинговый турнир в Загребе (Хорватия), одолев на своем пути чемпиона Белоруссии Глеба Макаренко, в четвертьфинале он выиграл своего соотечественника Анвар Аллахьярова, в полуфинале победил украинца Игоря Курочкина и в финале взял вверх над чемпионом мира из Молдавии Виктором Чобану. В феврале 2024 года стал бронзовым медалистом чемпионата Европы в Бухаресте (Румыния). 29 октября 2024 года завоевал бронзовую медаль чемпионата мира, который прошёл в Тиране (Албания), его соперник по малому финалу Стефан Клемент из Франции не вышел на схватку. В апреле 2025 года на чемпионате Европы в Братиславе в весовой категории до 60 кг завоевал бронзовую медаль. В схватке за третье место одолел соперника из Польши. В начале июня 2025 года впервые стал чемпионом России  в весе до 60 кг.

## Спортивные достижения
- 2018, 2019 Чемпионат России до 23 лет  — ;
- 2019, 2023 Чемпионат России — ;
- 2019 Чемпионат Европы до 23 лет — ;
- 2019 Гран-при Олег Караваев — ;
- 2020, 2022 Кубок России — ;
- 2023 Кубок России — ;
- 2024 Zagreb open — ;
- 2024 Чемпионат Европы — ;
- 2024 Чемпионат мира — ;
- 2025 Чемпионат Европы — ;
- 2025 Чемпионат России — ;

## Личная информация
Садык является студентом Великолукской государственной академии физкультуры и спорта. В свободное время пишет картины.